# La lloba solitària
 La lloba solitària (títol original en francès: La Louve solitaire) és una pel·lícula franco-italiana dirigida per Édouard Logereau, estrenada el 1968. Ha estat doblada al català.

## Argument
Antiga trapezista empleada en una agència immobiliària, Françoise - «la lloba» - efectua en el transcurs de la nit robatoris les víctimes dels quals són els propietaris de vil·les que ha venut. Cau en una trampa parada per l'inspector Durieux: aquest l'utilitzarà per a desmantellar una xarxa de tràfic de drogues.

## Repartiment
- Danièle Gaubert: Françoise
- Michel Duchaussoy: Bruno
- Julien Guiomar: l'inspector Durieux
- Maurice Teynac
- Sacha Pitoëff
- Jacques Brunet
- François Maistre
- Maurice Sarfati